# Списак староегипатских владара
У овом попису хронолошки су наведени макропериоди славне египатске историје, од уједињења Горњег и Доњег Египта, па до пада под власт Римског царства, историји старог Египта, државе која је трајала као ниједна прије ни послије ње – преко 3.100 година. Ту су, надаље, хронолошки наведене све династије египатских фараона, с (за оне за које су египтолози научно установили) раздобљем владавине, именима родитеља и потомака, имена под којима су рођени, надимака-епитета, имена под којима су нам углавном познати, места где су сахрањени и познатих грађевина које су (неки) изградили. Треба такође напоменути да су многа имена скраћена на разумљиву меру јер су готово сви фараони узимали небулозно дугачка и звучна описна имена да тиме, вероватно, покажу своју моћ и блискост с боговима. Тако је нпр. пуно краљевско име, чувеног, а у ствари историјски безначајног и раноумрлог фараона Тутанкамона, гласило:
„Хор Ка-накхт тут-месут, Небти Нефер-хепу Сегерех-тави, Сехетеп-нетјеру Небу, Неб Хор Ветјес-кау Сехетеп-нетјеру, Несут Бит Небкхеперуре, Са ре Тутанкамун Хекаиунусхема”.
Многа имена су скраћена. Све године су прибижне. 

## Прединастички и ранодинастички период период: 3150. п. н. е. – 2686. п. н. е.

### Нулта династија: 3150. – 3050.
- Хсекиу
- Кхају
- Tиу
- Tеш
- Нехеб
- Bазнер
- Мек
- Дју
- Шкорпион I
- Ири-Хор
- Ка
- Краљ Шкорпион
- Нармер или Менес (?)

### Прва династија: 3050. – 2890.
- Хорус-Аха
- Џер
- Џет
- Краљица Мернеит
- Ден
- Анеџиб
- Семерхет
- Ка'а

### Друга династија: 2890. – 2686.
- Хотепсехемуи
- Ранеб
- Нинечер
- Венег
- Сенед
- Перибсен
- Хасехемви

## Старо Краљевство: 2686. п. н. е. – 2181. п. н. е.

### III Династија: 2686. – 2613.
- Са-на-кхте, 2686. – 2668.

-„Јаки заштитник“
- знан и као Небка
- Нетјери-кхет, 2668. – 2649.

-епитет: Утеловљење бога
-знан и као Џосер, Зосер или Тосортхос
-сахрањен у Џосеровој или Степенастој пирамиди у Сакари, коју је изградио архитект и лекар Имхотеп, који је касније проглашен богом
- Секемкет, 2649 - 2643

-сахрањен у недовршеној пирамиди у Сакари
- Ка-ба, 2643 - 2637

-сахрањен у „Слојевитој пирамиди“, у Завијет ел-Арyану (јужно од Гизе)
- Хуни', 2637 - 2613

-сахрањен на непознатом месту, можда у Мејдуму (?)

### IV Династија: 2613. – 2498.
- Снефру, 2613. – 2589.

-знан и као Снеферу и Снофру
-отац: Хуни
-мајка: Мересанк I
-жена: Хетеп-херес I
-син: Кхуфу
-сахрањен на непознатом месту, могуће у „Црвеној пирамиди“ у Дахшуру, или у Мејдуму, или у Сеили
- Куфу, 2589. – 2566.

-знан и као Кеопс, или Супхис I
-отац: Снефру
-мајка: Хетеп-херес I
-жене: Меритатес, Хенутсен и још две непознате краљице
-синови: Дједефре, Зедепра, Каваб, Кафре (Кефрен), Дједефхор, Банефре, Кхуфукаеф
-кћери: Хетеп-херес II, Мересанк II, Камерернебтy I
-сахрањен у Великој или Кеопсовој пирамиди у Гизи
- Дједеф-ре, 2566. – 2558.

-знан и као Дједефра, Редједеф или Радједеф
-отац: Куфу
-мајка: непозната
-жене: Хетеп-херес II и непозната краљица
-син: Сетка
-кћер: Неферхетепхес
-сахрањен у пирамиди у Абу Роашу
- Ка-ф-ре, 2558. – 2532.

-знан и као Кафра, Ракаеф, Кефрен или Супхис II
-отац: Куфу
-мајка: Хенутсен
-жене: Мересанк III и Камеремебтy I
-синови: Некуре, Менкауре (Микерин) и други
-кћер: Камеремебтy II
-сахрањен у Кефреновој пирамиди у Гизи
- Мен-кау-ре, 2532. – 2504.

-знан и као Менкаура, Мyцеринус, Микерин или Менцхерес
-отац: Ка-ф-ре
-мајка: Камеремебтy I
-жене: Камеремебтy II и и две непознате краљице
-синови: Кхуенре, Схепсес-ка-ф
-кћер: Кхенткаус
-сахрањен у Микереновој пирамиди у Гизи
- Схепсес-ка-ф, 2504. – 2500.

-отац: Мен-ка-уре
-мајка: непозната
-жена: Бунефер
-кћер: Камаат
-сахрањен у пирамиди у јужној Сакари

### V Династија: 2498. – 2345.
- Усер-ка-ф, 2498. – 2491.

-знан и као Весеркаф
-отац: непознат
--мајка: Неферхотеп
-жена: Кенткаус
-сахрањен у пирамиди у сјеверној Сакари
- Саху-ре, 2491. – 2477.

-сахрањен у пирамиди у Абусиру
- Нефер-ир-ка-ре, 2477. – 2467.

-рођен као Какаи
-сахрањен у пирамиди у Абусиру
- Схепсес-ка-ре, 2467.– 2460.

-сахрањен вјероватно у Абусиру
- Нефер-еф-ре, 2460. – 2453.

-знан и као Ранефереф
-сахрањен у пирамиди у Абусиру
- Ниусер-ре, 2453. – 2422.

-рођен као Ини
-сахрањен у пирамиди у Абусиру
- Мен-кау-хор, 2422. – 2414.

-рођен као Каиу
-сахрањен у пирамиди у Дахшуру
- Дјед-ка-ре, 2414. – 2375.

-рођен као Исеси
-сахрањен у пирамиди у јужној Сакари
- Унас, 2375. – 2345.

-знан и као Венас и Унис
-кћер: Ипут
-сахрањен у пирамиди у сјеверној Сакари

### VI Династија: 2345. – 2181.
- Тети, 2345. – 2333.

-жене: Ипут, Кавит и Верет-Имтес
-син: Пепи I
-кћер: Сесхсесхет (удана за Мерерука, Тетијева везира)
-сахрањен у пирамиди у сјеверној Сакари
- Пепи I Мерyре, 2332. – 2283.

-знан као Пепy I, Пиопи I и Пхиопс I
-отац: Тети
-жене: Анкнесмеире I, Анкнесмеире II и Верет-Имтес
-синови: Меренре и Пепи II
-сахрањен у пирамиди у јужној Сакари
- Немтy-ем-са-ф Мер-ен-ре, 2283. – 2278.

-рођен као Немтy-ем-са-ф
-отац: Пепи I
-кћер: Ипвет
-сахрањен у пирамиди у јужној Сакари
- Пепи II Неферкаре, 2278. – 2184.

-владар који је вероватно најдуже владао у светској историји (94 године)
-жене: Неитх, Ипвет (Мер-ен-реова кћер)
-сахрањен у пирамиди у јужној Сакари

## Први међупериод: 2181. п. н. е. – 2040. п. н. е.

### VII и VIII Династија: 2181. – 2161.
- Вадј-ка-ре, период непознат
- Ка-ка-ре Ибy, период непознат“

-рођен као Иби

### IX и X Династија: 2160. – 2040.
- Мерy-иб-ре Кхетy, период непознат

-рођен као Кхетy
- Мерy-ка-ре, период непознат
- Ка-нефер-ре, период непознат
- Неб-кау-ре Акх-тоy, период непознат

-рођен као Акх-тоy

## Средње Краљевство: 2040. п. н. е. – 1782. п. н. е.

### XI Династија: 2134. – 1991.
- Интеф Сехер-тави, 2134. – 2117.

-рођен као Са ре Интеф
-знан и као Интеф I
- Интеф Вах-анк, 2117. - 2069.

-рођен као Са ре Интеф - „Сон оф Ре Интеф“
-знан и ако Интеф II
- Интеф Накјт-небтеп-нефер, 2069. – 2060.

-рођен као Са ре Интеф
-знан и као Интеф III
-сахрањен у Дра Абу ел-Нага, Некропола у Теби
- Менту-хотеп Неб-хетеп-ре, 2060. - 2010.

-рођен као Менту-хотеп („Менту је задовољан“)
-краљевско име: Неб-хетеп-ре („Задовољан је Господар Ра“)
-посмртна имена: Он који је дао срце двјема земљама, Господар бијеле круне, Ујединитељ двију земаља
-знан и као Ментухотеп I, ујединитељ
-сахрањен у храму у Деир ел-Бахари, Некропола у Теби
- Менту-хотеп Санх-ка-ре, 2010. - 1998.

-рођен као Менту-хотеп
-знан и као Ментухотеп II
-сахрањен у Деир ел-Бахари, Некропола у Теби (?)
- Менту-хотеп Неб-тави-ре, 1997.-1991.

-рођен као Менту-хотеп
-знан и као Ментухотеп III

### XII Династија: 1991. – 1782.
- Амен-ем-хет Сехетеп-иб-ре, 1991. – 1962.

-рођен као Амен-ем-хет
-знан и као Аменемхет I и Амменемес I
-бивши везир Ментухотепа III
-отац: Сенусрет
-мајка: Неферт
-убијен у палати
-сахрањен у пирамиди у ел-Лишту
- С-ен-усрет Кхепер-ка-ре, 1971. – 1926.

-рођен као С-ен-усрет
-знан и као Сенвосрет I и Сесострис I
-сурегент са Амен-ем-хет I 1971. - 1962.
-жена: Нефру и друге
-син: Амен-ем-хет II
-кћер: Итекуyет
-сахрањен у пирамиди у ел-Лишту
- Амен-ем-хет Нуб-кау-ре, 1929. – 1895.

-рођен као Амен-ем-хет
-знан и као Аменемхет II
-сурегент са С-ен-усрет I, 1929. – 1926.
-сахрањен у пирамиди у Дахшуру
- С-ен-усрет Ка-кхепер-ре, 1897. - 1878.

-рођен као С-ен-усрет
-знан и као Сенвосрет II и Сесострис II
-сахрањен у пирамиди у ел-Лахуну
- С-ен-усрет Какауре, 1878.- 1841.

-рођен као С-ен-усрет
-знан и као Сенвосрет III и Сесострис III
-сахрањен у пирамиди у Дахшуру
- Амен-ем-хет Нy-маат-ре, 1842. – 1797.

-рођен као Амен-ем-хет
-знан и као Аменемхет III и Амменемес III
-сахрањен у пирамиди у Хавари
- Амен-ем-хет Маа-кхеру-ре, 1798. – 1786.

-рођен као Амен-ем-хет
-знан и као Аменемхет IV
- Краљица Собек-нефру Собек-ка-ре, 1785. – 1782.

-рођена као Собек-нефру
-знана и као Нефрусобк
-сахрањена у пирамиди у Мазгхуни, јужни Дахшур (?)

## Други међупериод: 1782. п. н. е. – 1570. п. н. е.

### XIII Династија: 1782. – 1650.
- Вегаф Кху-тави-ре, 1782. – 1778.

-рођен као Вегаф
- Аменy Интеф Санк-иб-ре, (?) – око 1770.

-рођен као Аменy Интеф Амен-ем-хет
-знан и као Аменy Интеф IV и Аменемхет V
- Хор Ауy-иб-ре, око 1760.

-рођен као Хор
-сахрањен у Дахшуру
- Собек-хотеп Секх-ем-ре Кху-тави, око 1750.

-рођен као Амен-ем-хет Собек-хотеп
-знан и као Собекхотеп II и Себекхотпе II
- Кхендјер Усер-ка-ре, око 1747.

-рођен као Кхендјер
-сахрањен у пирамиди у јужној Сакари
- Собек-хотеп Секх-ем-ре Се-вадј-тави, око 1745.

-рођен као Собек-хотеп
-знан и као Собекхотеп III
- Нефер-хотеп Ка-секх-ем-ре, 1741. – 1730.Погинуо у борби против Хикса

-рођен као Нефер-хотеп
-знан и као Неферхотеп I и Неферхотпе I
- Собек-хотеп Ка-нефер-ре, 1730. – 1720.

-рођен као Собек-хотеп
- Аy Мер-нефер-ре, око1720.

-рођен као Аy
-знан и као Аyа
- Нефер-хотеп Секх-ем-ре С-анк-тави, године непознате

-рођен као Нефер-хотеп

### XIV Династија: 57 година, период непознат
- Нехесеy Аа-сех-ре, период непознат

-рођен као Нехесy

### XV Династија: 1663. – 1555.
- Шеши Ма-yеб-ре

-рођен као Шеши
- Jакубхер Мер-усер-ре

-рођен као Jакубхер
- Хајан Се-усер-ен-ре

-рођен као Кхyан
- Апепи Аусер-ре

-рођен као Апепи
-знан и као Апепи I и Апопхис I
- Апепи Акен-ен-ре

-рођен као Апепи
-знан и као Апепи II и Апопхис II

### XVI Династија: 1663. – 1555.
- Анатхер

-рођен као Хека Ка-сут Анатхер
- Jакобаам

-рођен као Jакобаам

### XVII Династија: 1663. – 1570.
- Собек-ем-саф Секх-ем-ре Схед-тави

-рођен као Собек-ем-са-ф
-знан и као Собекемсаф II и Себекемзаф II
- Интеф Нуб-кхепер-ре

-рођен као Интеф
-знан и као Интеф VII и Инyотеф VII
- Тао Санакхт-ен-ре

-рођен као Тао
-знан и као Таа I
- Тао Секен-ен-ре

-рођен као Тао
-знан и као Таа II
- Камосе Вадј-кхепер-ре, 1573. – 1570.

-рођен као Камосе

## Ново Краљевство: 1570. п. н. е. – 1070. п. н. е.

### XVIII Династија: 1570. – 1293.
- Ах-мосе Неб-пехтy-ре, 1570. – 1546.

-рођен као Ах-мосе („Мјесец је рођен“)
-краљевско име: Неб-пехтy-ре („Господар моћи је Ра“)
-знан и као Ахмосе I и Ахмосис I
-отац: Секен-ен-ре II
-мајка: краљица Аа-хотеп (вјероватно корегент с Ах-мосеом на почетку свога краљевања)
-жена: краљица Ахмосе Нефертарy
-брат: Кахмосе
-син: Аменхотеп I
-кћери: принцезе Ахмосе (удата за Тхутомосиса И) и Мутнеферт (удата за Тхутмосиса И)
-сахрањен у Дра Абу ел-Нагау (Некропола у Теби) (?)
- Амен-хотеп Дјесер-ка-ре, 1551. – 1524.

-рођен као Амен-хотеп („Амон је задовољан“)
-краљевско име: Дјесер-ка-ре („Света је душа Раа“)
-знан и као Аменхотеп I, Аменхотпе I и (грчки) Аменопхис И
-сахрањен у Дра Абу ел-Нага (Некропола у Теби) (?) или у Долини краљева (Некропола у Теби), гробно мјесто 39
- Дјехутy-мес А-кхепер-ка-ре, 1524. – 1518.

-рођен као Дјехутy-мес („Рођен од Тота“)
-краљевско име: А-кхепер-ка-ре („Велика је душа Раа“)
-знан и као Тутмозис I и Тутмос I
-жене: прицезе Ахмосе и Мутнеферт (кћери Ахмосеса I)
-кћер: Хат-схеп-сут (с принцезом Ахмосе)
-синови: Вадјмосе, Аменмосе, Тутмос II (с принцезом Мутнеферт)
-сахрањен у Долини краљева (Некропола у Теби), гробно мјесто 20 или 38
- Дјехутy-мес А-кхепер-ен-ре, 1518. – 1504.

-рођен као Дјехутy-мес (Рођен од Тотха)
-краљевско име: А-кхепер-ен-ре („Велико је обличје Раа“)
-знан и као Тутмозис II и Тутмос II
-жена: Хатшепсут
-син: Тутмозис III (са Исис, дјевојком из харема)
-кћер: Неферуре (с Хатшепсут)
-сахрањен у Долини краљева (Некропола у Теби), гробно мјесто 42 (?)
- Краљица Хат-схепсут Маат-ка-ре, 1498. – 1483.

-рођена као Хат-схепсут („Најплеменитија од свих жена“)
-краљевско име: Маат-ка-ре („Истина је душа Раа“)
-посмртно име: Восрет-кау
-сурегент с Тутмозисом III, од 1498. до1483.
-отац: Тутмос I
-мајка: Ахмосе
-муж: Тутмос II
-кћер: Неферуре
-сахрањена у Долини краљева (Некропола у Теби), гробно мјесто 20, подигла храм у Деир-ел-Бахарију, уклесан у стени. који и данас постоји
- Дјехутy-мес Мен-кхепер-ре, 1504.-1450.

-рођен као Дјехутy-мес („Рођен од Тота“)
-краљевско име: Мен-кхепер-ре („Трајан је знак Раа“)
-знан и као Тутмос III и Тутмозис III, „Наполеон старог Египта“
-отац: Тутмос II
-мајка: Исис
-жене: Неферуре (кћер Тутмоса II и Хатшепсут), Хатшепсут-Мерyетре, Менхет, Менви, Мерти
-син: Аменхотеп II
-сахрањен у Долини краљева (Некропола у Теби), гробно мјесто 34
- Амен-хотеп Хека-иуну А-кхеперу-ре, 1453. – 1419.

-рођен као Амен-хотеп („Амон је задовољан“)
-епитет: Хека-иуну („Владар Хелиополиса“)
-краљевско име: А-кхеперу-ре („Величина је знак Раа“)
-знан и као Аменхотеп II, Аменхотпе II и Аменопхис II
-сахрањен у Долини краљева (Некропола у Теби), гробно мјесто 35
- Дјехутy-мес Мен-кхеперу-ре, 1419. – 1386.

-рођен као Дјехутy-мес („Рођен од Тота“)
-краљевско име: Мен-кхеперу-ре („Вјечан је знак Раа“)
знан и као Тутмос IV и Тутмозис IV
-сахрањен у Долини краљева (Некропола у Теби), гробно мјесто 43
- Амен-хотеп Хека-васет Нуб-маат-ре, 1386. – 1349.

-рођен као Амен-хотеп („Амон је задовољан“)
-епитет: Хекуа-васет („Владар Васета (града Тебе)“)
-краљевско име: Нуб-маат-ре („Господар истине Раа“)
-знан и као Аменхотеп III, Аменхотпе III и Аменопхис III
-сахрањен у Долини краљева (Некропола у Теби), гробно мјесто 22
- Акхен-атон Нефер-кхеперу-ре, 1350. – 1334.

-рођен као Амен-хотеп („Амон је задовољан“)
-узео име: Акхен-атон или Ехнатон („Слуга Атонов“)
-краљевско име: Нефер-кхеперу-ре („Лијеп је знак Раа“)
-знан и као Аменхотеп IV и Аменопхис IV
-мајка: Тиy
-жене: Нефертити, Мерyтатен, Киyа, Мекyтатен, Анкесенпаатен
-кћери: Мерyтатен, Мекyтатен, Анкесенпаатен, Мерyтатен-тасхерит и још три ( од којих је једна са Мерутатен)
-синови:Семенкаре, (није повијесно доказано) Тутанкамон (с Киyом),
-сахрањен у Акхетатон (ел-Амарна), касније премјештен (?) у Долину краљева
- Сменх-ка-ре Дјесер-кхеперу Анк-кхеперу-ре, 1336. - 1334.

-рођен као Сменх-ка-ре („Снажна је душа Раа“)
-епитет: Дјесер-кхеперу („Светост је знак“)
-краљевско име: Анк-кхеперу-ре („Живот је знак Раа“)
-знан и као Сменкара
-жена: Мерyтатен
-сахрањен у (?) Долини краљева (Некропола у Теби), гробно мјесто 55
- Тут-анк-амун Хека-иуну-схема Неб-кхеперу-ре, 1334. -1325.

-рођен као Тут-анк-атон („Жива слика Атонова“)
-узео име: Тут-анк-амун или Тут-анк-амон („Жива слика Амонова“)
-епитет: Хека-иуну („Владар Хелиополиса“)
-краљевско име: Неб-кхеперу-ре („Господар знакова је Ра“)
-знан и као Краљ Тут, Тутанкамен, Тутанкамон, итд.
-отац: (?) Акхенатон (Аменхотеп IV), (?) Аменхотеп III, (?) Сменкаре
-мајка: (?) Киyа, (?) Ситамен, (?) Меритатен
-жена: Анкесенпаатен (касније име Анкесенамун)
-кћери: (?) двије мртворођене
-сахрањен у Долини краљева (Некропола у Теби), гробно мјесто 62
- Аy Ит-нетјер Кхепер-кхеперу-ре, 1325. – 1321.

-рођен као Аy
-епитет: Ит-Нејер („Отац Бога“)
-краљевско име: Кхепер-кхеперу-ре („Вјечност је знак Раа“)
-жене: Тиy II и Анкесенамун
-сахрањен у Долини краљева (Некропола у Теби), гробно мјесто 23
- Хор-ем-хеб Мерy-амун Дјесер-кхеперу-ре Сетеп-ен-ре, 1321. – 1293.

-рођен као Хор-ем-хеб („И у смрти ће га славити“)
-епитет: Мерy-амун („Драг Амону“)
-краљевско име: Дјесер-кхеперу-ре Сетеп-ен-ре („Свети су знаци Раа“, „Изабран од Раа“)
-отац, мајка: непознати
-жене: Мутнодјмет (Нефертитина сестра) и једна непозната
-сахрањен у Долини краљева (Некропола у Теби), гробно мјесто 57

### XIX Династија: 1293. – 1185.
- Ра-мессес Мен-пехтy-ре, 1293. – 1291.

-рођен као Ра-мессес („Ра га је обликовао“)
-краљевско име: Мен-пехтy-ре („Вјечна је снага Раа“)
-знан и као Рамессес I или Рамзес I
-отац: војни заповједник Сети
-мајка: непозната
-жена: Ситре
-син: Сети I
-сахрањен у Долини краљева (Некропола у Теби), гробно мјесто 16
- Сети Мерy-ен-птах Мен-маат-ре, 1291. – 1278.

-рођен као Сети („Он је Сетов“)
-епитет: Мерy-ен-птах („Драг Птаху“)
-краљевско име: Мен-маат-ре („Вјечна је правда Раова“)
-знан и као Сети I и Сетхос I
-отац: Рамсес I
-мајка: Ситре
-жена: Туyа
-синови: Рамзес II, остали непознати
-кћери: Тиа и Хенутмире
-дао изградити:
---Хипостил дворана у Амонову храму у Карнаку
---Храм Сетија I у Абидосу
---Осиреион - Абyдос
---Храм Рамсеса I - Абидос
---Мртвачки храм у Гоурни, Некропола у Теби
-сахрањен у Долини краљева (Некропола у Теби), гробно мјесто 17
- Ра-мессес Мерy-амун Усер-маат-ре Сетеп-ен-ре, 1279. – 1212.

-највећи, најмоћнији и најпознатији фараон старог Египта, чија се владавина подудара с временом Мојсија, па се сматра да је он тај библијски фараон
-рођен као Ра-мессес („Ра га је обликовао“)
-епитет: Мерy-амун („Драг Амону“)
-краљевско име: Усер-маат-ре Сетеп-ен-ре („Моћна је правда Раова“, „Изабран од Ра“)
-знан и као Рамессес II и Рамсес II Велики
-отац: Сети I
-мајка: Туyа
-главна краљева жена: Нефертари Мерyетмут
-сахрањена у Долини краљева, гробно мјесто 66
-остале жене:
---Истнофрет
---Бинт-Анатх (Истнофретина кћер)
---Мерy-ет-амун (Нефертарина кћер)
---Небет-тави
---Хенутмире (краљева сестра)
---Маат-хор-неферу-ре (Прва Хетитска принцеза)
---непозната Хетитска принцеза
-синови: Амен-хир-кхоп-схеф, Пре-хир-вонмеф, Мерy-атум, Ка-ем-васет, Мерне-птах и још 93 других
-кћери: Бинт-Анатх, Мерy-ет-амун и 58 осталих
-најпознатија битка: Битка код Кадеша, са Хетитским краљем Хатусилијем потписао "Мир пред хиљаду богова"
-сахрањен у Долини краљева (Некропола у Теби), гробно мјесто 7
- Мер-не-птах Хетеп-хер-маат Ба-ен-ре Мерy-нетјеру, 1212. – 1202.

-рођен као Мер-не-птах („Драг Птаху“)
-епитет: Хетеп-хер-маат („Радост је истина“)
-краљевско име: Ба-ен-ре Мерy-нетјеру („Душа Раова“, „Драг боговима“)
-знан и као Меренптах
-отац. Рамсес II
-мајка: Истнофрет
-жене: Исиснофрет и Такат
-синови: Сети-Мернептах (?Сети II) и Аменмессес
-сахрањен у Долини краљева, гробно мјесто 8
- Амен-мессес Хека-васет Мен-ми-ре Сетеп-ен-ре, 1202.-1199.

-рођен као Амен-мессес („Обликовао га Амон“)
-епитет: Хека-васет („Владар Васета (Тебе)“)
-краљевско име: Мен-ми-ре Сетеп-ен-ре („Вјечан као Ра“, „Одабран од Раа“)
-отац: Мернептах
-мајка: Такат
-жена: Бактверел
-сахрањен у Долини краљева, гробно мјесто 10
- Сети Мер-ен-птах Усер-кхеперу-ре Сетеп-ен-ре, 1199. – 1193.

-рођен као Сети („Он је Сетов“)
-епитет: Мер-ен-птах („Драг Птаху“)
-краљевско име: Усер-кхеперу-ре Сетеп-ен-ре („Моћан је знак Раов“, „Одабран од Ра“)
-знан и као: Сети II и Сетхос II
-отац: Мернептах
-мајка: непозната
-жене: Такат II, Твосрет и Тиаа
-синови: Сети-Меренптах и Рамессес-Сиптах
-сахрањен у Долини краљева, гробно мјесто 15
- Си-птах Мер-ен-птах Акх-ен-ре Сетеп-ен-ре, 1193. – 1187.

-рођен као Си-птах („Син Птахов“)
-епитет: Мер-ен-птах („Драг Птаху“)
-краљевско име: Акх-ен-ре Сетеп-ен-ре („Лијеп за Раа“, „Одабран од Раа“)
-знан и као Сиптах
-отац: (?) Сети II
-мајка: Тиаа
-сахрањен у Долини краљева, гробно мјесто 47
- Краљица Тво-срет Сетеп-ен-мут Сит-ре Мерy-амун, 1187. – 1185.

-рођена као Тво-срет („Моћна жена“)
-епитет: Сетеп-ен-мут („Одабрана од Мут“)
-краљевско име: Сит-ре Мерy-амун („Кћер Раова“, „Драга Амону“)
-знана и као Творе и Таусерт
-први муж: Сети II
-син: Сети-Меренптах
-сахрањена у Долини краљева, гробно мјесто 14

### XX Династија: 1185. – 1070.
- Сет-накхте Мерер-амун-ре Усер-кау-ре Сетеп-ен-ре', 1185. – 1182.

-рођен као Сет-накхте („Сет је побједоносан“)
-епитет: Мерер-амун-ре („Драг Амону-Ра“)
-краљевско име: Усер-кау-ре Сетеп-ен-ре („Моћни су знакови Раови“, „Одабран од Ра“)
-знан и као Сетнакхт, Сетхнакхт, Сетнекат
-отац: непознат
-мајка: непозната
-жена: Тиy-меренесе
-син: Рамессес III
-сахрањен у Долини краљева, гробно мјесто 14
- Ра-мессес Хека-иуну Усер-маат-ре Мерy-амун, 1182. – 1151.

-рођен као Ра-мессес („Обликовао га Ра“)
-епитет: Хека-иуну („Владар Иунуа“)
-краљевско име: Усер-маат-ре Мерy-амун („Моћна је правда Ра“, „Драг Амону“)
-знан и као Рамессес III, Рамсес III
-отац: Сетнакхте
-мајка: непозната
-жене: Тити и Исис
-синови:
---Ка-ем-васет
---Пара-хир-ен-емеф
---Сет-хир-кхопсхеф
---Амен-хир-кхопсхеф
---Ра-мессес IV
---Ра-мессес V
---Ра-мессес VI
-кћер: Тити
-дао саградити: Мртвачки храм у Мединет Хабуу
-сахрањен у Долини краљева, гробно мјесто 2
- Ра-мессес Хека-маат-ре, 1151. – 1145.

- рођен као Ра-мессес („Обликовао га Ра“)
-краљевско име: Хека-маат-ре („Владар правде је Ра“)
-знан и као Рамессес IV, Рамсес IV
-отац: Рамзес III
-мајка: Тити или Исис
-жена: Тентопет
-сахрањен у Долини краљева, гробно мјесто 2
- Ра-мессес Усер-маат-ре, 1145. – 1141.

- рођен као Ра-мессес („Обликовао га Ра“)
-краљевско име: Усер-маат-ре („Моћна је правда Ра“)
-знан и као Рамессес V, Рамзес V
-отац: Рамсес III
-жена: Нуб-кхесед
-сахрањен у Долини краљева, гробно мјесто 9
- Ра-мессес Амун-хир-кхопсх-еф Нетјер-хека-иуну Неб-маат-ре Мерy-амун 1141. – 1133.

- рођен као Ра-мессес („Обликовао га Ра“)
-епитет: Амун-хир-кхопсх-еф Нетјер-хека-иуну („Амон је његова снага“, „Бог“, „Владар Иунуа“)
-краљевско име: Неб-маат-ре Мерy-амун („Господар правде је Ра“, „Драг Амону“)
-знан и као Рамессес VI, Рамсес VI
-отац: Рамсес III
-мајка: Исис
-син: Рамзес VII
-сахрањен у Долини краљева, гробно мјесто 9
- 'Ра-мессес Ит-амун-нетјер-хека-иуну Усер-маат-ре Мерy-амун Сетеп-ен-ре 1133. – 1126.

-рођен као Ра-мессес („Обликовао га Ра“)
-епитет: Ит-амун-нетјер-хека-иуну („Отац Амонов“, „Бог“, „Владар Иунуа“)
-краљевско име: Усер-маат-ре Мерy-амун Сетеп-ен-ре („Моћна је правда Ра“, „Драг Амону“, „Одабран од Ра“)
-знан и као Рамессес VII, Рамзес VII
-отац: Рамзес VI
-сахрањен у Долини краљева, гробно мјесто 1
- Ра-мессес Сет-хир-кхопсх-еф Мерy-амун Усер-маат-ре Акхен-амун, 1133. – 1126.

-рођен као Ра-мессес („Обликовао га Ра“)
-епитет: Сет-хир-кхопсх-еф Мерy-амун („Сет је његова снага“, „Драг Амону“)
-краљевско име: Усер-маат-ре Акхен-амун („Моћна је правда Раа“, „Помоћник Амонов“)
-знан и као Рамессес VIII, Рамзес VIII
-отац: Рамзес III
-сахрањен на непознатом мјесту
- Ра-мессес Ка-ем-васет Мерер-амун Нефер-ка-ре Сетеп-ен-ре, 1126. – 1108.

- рођен као Ра-мессес („Обликовао га Ра“)
-епитет: Ка-ем-васет Мерер-амун („Појавио се у Теби“, „Драг Амону“)
-краљевско име: Нефер-ка-ре Сетеп-ен-ре („Лијепа је душа Раа“, „Одабран од Ра“)
-знан и као Рамессес IX, Рамзес IX
-сахрањен у Долини краљева, гробно мјесто 6
- Ра-мессес Амон-хир-кхопсх-еф Кхепер-маат-ре, 1108. – 1098.

- рођен као Ра-мессес („Обликовао га Ра“)
-епитет: Амон-хир-кхопсх-еф („Амон је његова снага“)
-краљевско име: Кхепер-маат-ре („Устрајна је правда Раова“)
-знан и као Рамессес X, Рамзес X
-сахрањен у Долини краљева (Некропола у Теби), гробно мјесто 18
- Ра-мессес Ка-ем-васет Мерер-амун Нетјер-хека-иуну Мен-маат-ре Сетеп-ен-птах, 1098.-1070.

-рођен као Ра-мессес („Обликовао га Ра“)
-епитет: Ка-ем-васет Мерер-амун Нетјер-хека-иуну („Појавио се у Теби“, „Драг Амону“, „Бог“, „Владар Иунуа“)
-краљевско име: Мен-маат-ре Сетеп-ен-птах („Остаци Раове правде“, „Одабран од Птаха“)
-знан и као Рамессес XI, Рамзес XI
-кћер: Хенут-тави
-сахрањен у Долини краљева (Некропола у Теби), гробно мјесто 4

## Трећи међупериод: 1069. п. н. е. – 525. п. н. е.

### Велики свештеници изТебе: 1080. – 945.
(Раздобље у којем је клер, уз фараоне, имао имао једнаку, а покаткад и већу власт)
- Хер-и-хор Си-амун Хем-нетјер-тепy-ен-амун, 1080. – 1074.

-рођен као Хер-и-хор („Хор ме штити“)
-епитет: Си-амун („Син Амонов“)
-владарско име: Хем-нетјер-тепy-ен-амун („Први пророк Амонов“)
-жена: Нодјмет
-сахрањен на непознатом мјесту
- Пианк, 1074. – 1070.

-рођен као: Пианк
-сахрањен на непознатом мјесту
- Пи-недјем Мерy-амун Ка-кхепере-ре Сетеп-ен-амун, 1070. – 1032.

.-рођен као: Пи-недјем („Он који припада милостивом“) 
-епитет: Мерy-амун („Драг Амону“)
-владарско име: Ка-кхепере-ре Сетеп-ен-амун („Душа Раа се јавља“, „Одабран од Амона“)
-знан и као Пинудјем И
-жене: Хенут-тави И и Маат-ка-ре
-сахрањен у Деир ел-Бахари, мумија у ниши 320
- Масахерта, 1054. – 1046.

-рођен као Масахерта
-знан и као Масахарта
-сахрањен у Деир ел-Бахари, мумија у ниши 320
- Мен-кхепер-ре Хем-нетјер-тепy-ен-амун, 1045. – 992.

-рођен као Мен-кхепер-ре - („Трајан је знак Ра“)
-владарско име: Хем-нетјер-тепy-ен-амун („Први пророк Амонов“)
-знан и као Мен-кхепер-ра
-сахрањен на непознатом мјесту
- Смендес II, 992.-990.

-сахрањен на непознатом мјесту
- Пи-недјем Ка-кхепер-ре Сетеп-ен-амун, 990. – 969.

-рођен као: Пи-недјем („Он који припада милостивом“)
-владарско име: Ка-кхепере-ре Сетеп-ен-амун („Душа Раа се јавља“, „Одабран од Амона“)
-знан и као Пинудјем II
-жена: Хенут-тави II
-сахрањен у Деир ел-Бахари, мумија у ниши 320
- Псусеннес III, 969. – 945.

-сахрањен на непознатом мјесту

### XXI Династија: 1069. – 945.
- Нес-банеб-дјед Мерy-амун Хедј-кхепер-ре Сетеп-ен-ре 1069. – 1043.

-рођен као Нес-банеб-дјед („Он је од овна“, „Господар Мендеса“)
-епитет: Мерy-амун ("Драг Амону")
-краљевско име Хедј-кхепер-ре Сетеп-ен-ре („Сјајан је знак Раов“, „Одабран од Ра“)
-знан и као Смендес I
-сахрањен на непознатом мјесту
- Амен-ем-нису Нефер-ка-ре, 1043. – 1039.

-рођен као Амен-ем-нису („Амон је краљ“)
-краљевско име: Нефер-ка-ре („Лијепа је душа Раа“)
-сахрањен на непознатом мјесту
- Па-себа-ка-ен-ниут Мерy-амун А-кхепер-ре Сетеп-ен-амун, 1039. – 991.

-рођен као Па-себа-ка-ен-ниут („Звијезда која се појављује над градом“)
-епитет: Мерy-амун („Драг Амону“)
-краљевско име: А-кхепер-ре Сетеп-ен-амун („Велик је знак Раов“, „Одабран од Амона“)
-знан и као Псусеннес I
-жена: Мут-нодј-мет
-сахрањен у Танису
- Амен-ем-опе Усер-маат-ре Мерy-амун Сетеп-ен-амун, 993. – 984.

-рођен као Амен-ем-опе („Амон у свечаном руху“)
-краљевско име: Усер-маат-ре Мерy-амун Сетеп-ен-амун („Моћна је правда Раова, Драг Амону, Одабран од Амона“)
-знан и као Аменопхтхис
-сахрањен у Танису
- Осоркон Аа-кхепер-ре Сетеп-ен-ре, 984. – 978.

-рођен као Осоркон
-краљевско име: Аа-кхепер-ре Сетеп-ен-ре („Велика је душа Раова“, „Одабран од Ра“)
-знан и као Осоркон старији и Осоцхор
-сахрањен на непознатом мјесту
- Си-амун Нетјер-кхепер-ре Сетеп-ен-амун, 978. – 959.

-рођен као Си-амун („Син Амонов“)
-краљевско име: Нетјер-кхепер-ре Сетеп-ен-амун („Као Бог је знак Раов“, „Одабран од Амона“)
-знан и као Сиамон
-сахрањен на непознатом мјесту
- Па-себа-ка-ен-ниут Мерy-амун Тут-кхеперу-ре, 959. – 945.

-рођен као Па-себа-ка-ен-ниут („Звијезда која се појављује над градом“)
-епитет: Мерy-амун („Драг Амону“)
-краљевско име: Тут-кхеперу-ре („Слика обличја Раова“)
-знан и као Псусеннес II
-сахрањен на непознатом мјесту

### Династија: 945. – 860.
(Либијско-бубаститска династија из Таниса)
- Шешонк Мерy-амун Хеђ-хепер-ре Сетеп-ен-ре, 945. – 924.

-рођен као Шешонк
-епитет: Мерy-амун („Драг Амону“)
-краљевско име Хеђ-хепер-ре Сетеп-ен-ре („Сјајан је знак Раов“, „Одабран од Ра“)
-знан и као Шешонк I, Шошенк I и Шишак (библијски)
- Осоркон Мерy-амун Сехем-хепер-ре, 924. – 889.

-рођен као Осоркон
-епитет: Мерy-амун („Драг Амону“)
-краљевско име: Секхем-хепер-ре („Моћан је знак Раа“)
-знан и као Осоркон И
- Шешонк Мерy-амун Хека-хепер-ре Сетеп-ен-ре, око 890.

-рођен као Схесхонк
-епитет: Мерy-амун („Драг Амону“)
-краљевско име: Хека-хепер-ре Сетеп-ен-ре („Знак власти Раове“, „Одабран од Ра“)
-знан и као Шешонк II
- Такелот Мерy-амун Усер-маат-ре Сетеп-ен-ре, 889. – 874.

-рођен као Такелот
-епитет: Мерy-амун („Драг Амону“)
-краљевско име: Усер-маат-ре Сетеп-ен-ре („Моћан је знак Раов“, „Одабран од Ра“)
-знан и као Такелот I и Такелотх
- Осоркон Мерy-амун Усер-маат-ре Сетеп-ен-амун, 874. – 850.

-рођен као Осоркон
-епитет: Мерy-амун („Драг Амону“)
-краљевско име: Усер-маат-ре Сетеп-ен-амун („Моћан је знак Раов“, „Одабран од Амона“)
-знан и као Осоркон II
- Харсиесе Мерy-амун Хеђ-хепер-ре Сетеп-ен-амун, 870. – 860.

-рођен као Харсиесе („Хорус, Син Исис“)
-епитет: Мерy-амун („Драг Амону“)
-краљевско име: Хеђ-хепер-ре Сетеп-ен-амун („Сјајан је знак Раов“, „Одабран од Амона“)
- Такелот Мерy-амун Хедј-кхепер-ре Сетеп-ен-ре, 850. – 825.

-рођен као Такелот
-епитет: Мерy-амун („Драг Амону“)
-краљевско име: Хеђ-хепер-ре Сетеп-ен-ре („Сјајан је знак Раов“, „Одабран од Ра“)
-знан и као Такелот II
- Шешонк Мерy-амун Усер-маат-ре Сетеп-ен-ре, 825.-773.

-рођен као Шешонк
-епитет: Мерy-амун („Драг Амону“)
-краљевско име: Усер-маат-ре Сетеп-ен-ре („Моћан је знак Раов“, „Одабран од Ра“)
-знан и као Шешонк III
- Пами Усер-маат-ре Сетеп-ен-ре, 773. – 767.

-рођен као Пами („Он који припада Бастет“)
-краљевско име: Усер-маат-ре Сетеп-ен-ре („Моћан је знак Раов“, „Одабран од Ра“)
-знан и као Пимаy
- Схесхонк Аа-кхепер-ре, 767. – 730.

-рођен као Шешонк V
-краљевско име: Аа-хепер-ре („Велик је знак Раа“)
-знан и као Шошенк
- Осоркон Аа-хепер-ре Сетеп-ен-амун, 730. – 715.

-рођен као Осоркон
-краљевско име: Аа-хепер-ре Сетеп-ен-амун („Велик је знак Раа“, „Одабран од Амона“)
-знан и као Осоркон IV

### XXIII Династија: 818. – 715.
(Либијска династија из Леонтополиса, раздобље анархије)
- Пе-ди-бастет Мерy-амун Усер-маат-ре Сетеп-ен-ре, 818. – 793.

-рођен као Пе-ди-бастет („Мудри из Бастета“)
-епитет: Мерy-амун („Драг Амону“)
-краљевско име: Тхроне Наме - Усер-маат-ре Сетеп-ен-ре („Моћна је правда Раова“, „Одабран од Ра“)
- Схесхонк Усер-маат-ре Мерy-амун, 793. – 787.

-рођен као Схесхонк
-краљевско име: Усер-маат-ре Мерy-амун („Моћна је правда Раова“, „Драг Амону“)
-знан и као Схесхонк IV
- Осоркон Усер-маат-ре Сетеп-ен-амун, 787. – 759.

-рођен као Осоркон
-краљевско име: Усер-маат-ре Сетеп-ен-амун ("Моћна је правда Раова, Одабран од Амона")
-знан и као Осоркон III
- Такелот Усер-маат-ре, 764. – 757.

-рођен као Такелот
-краљевско име: Усер-маат-ре („Моћна је правда Раова“)
-знан и као Такелот III
- Рудамон Усер-маат-ре Сетеп-ен-амун, 757. – 754.

-рођен као Рудамон
-краљевско име: Усер-маат-ре Сетеп-ен-амун („Моћна је правда Раова“, „Одабран од Амона“)
- Иупут Мерy-амун-си-бастет Усер-маат-ре, 754. – 715.

-рођен као Иупут
-епитет: Мерy-амун-си-бастет („Драг Амону“, „Син Бастета“)
-краљевско име: Усер-маат-ре („Моћна је правда Раова“)
- Пефт-јауа-бастет Нефер-ка-ре (краљевао у Хераклеополису)

-рођен као Пефт-јауа-бастет
-краљевско име: Нефер-ка-ре („Лијепа је душа Ра“)
- Нимлот (краљевао у Хермополису)

-рођен као Нимлот

### XXIV Династија: 727. – 715.
(Либијска династија из Саиса)
- Тефнакхт Схепсес-ре, 727. – 720.

-рођен као Тефнакхт
-краљевско име: Схепсес-ре („Племенит као Ра“)
- Бакенреф Вах-ка-ре, 720. – 715.

-рођен као Бакенренеф
-краљевско име: Вах-ка-ре („Вјечна је душа Раова“)
-знан и као Боццхорис из Саиса

### XXV Династија: 747. – 656.
(Нубијско – кушитска династија)
- Пианки Мен-кхепер-ре, 747. – 716.

-рођен као Пианки
-краљевско име: Мен-кхепер-ре („Сталан је знак Раа“)
-знан и као Пиyи
-сахрањен у ел-Курру
- Схабака Нефер-ка-ре, 716. – 702.

-рођен као Схабака
-краљевско име: Нефер-ка-ре („Лијепа је душа Раа“)
-сахрањен у - ел-Курру
- Схебитку Дјед-ка-ре, 702. – 690.

-рођен као Схебитку
-краљевско име: Дјед-ка-ре („Вјечна је душа Раа“)
-сахрањен у Напати
- Тахарка Нефертем-кху-ре 690. – 664.

-рођен као Тахарка
-краљевско име: Нефертем-кху-ре („Нефертум је његов чувар“)
-сахрањен у Нури
- Танутамун Ба-ка-ре, 664. – 656.

-рођен као Танутамун
-краљевско име: Ба-ка-ре („Славна је душа Раа“)
-сахрањен у Нури

### XXVI Династија: 664. – 525.
- Псамтик Вах-иб-ре, 664. – 610.

-рођен као Псамтик
-краљевско име: Вах-иб-ре („Вјечно је срце Ра“)
-знан и као Псамметицхус I или Псаметих I
- Некау Вах-ем-иб-ре, 610. – 595.

-рођен као Некау
-краљевско име: Вах-ем-иб-ре („Износи жеље Раове заувијек“)
-знан и као Нецхо или Неко
- Псамтик Нефер-иб-ре, 595. – 589.

-рођен као Псамтик
-краљевско име: Нефер-иб-ре („Лијепо је срце Ра“)
-знан и као Псаметицхус II или Псаметих II
- Вах-иб-ре Ха-а-иб-ре, 589. – 570.

-рођен као Вах-иб-ре („Вјечно је срце Ра“)
-краљевско име: Ха-а-иб-ре („Вјечно слави срце Раово“)
-знан и као Априес
- Ах-мосе Си-неит Кхнем-иб-ре, 570. – 526.

-рођен као Ах-мосе („Мјесец је рођен“)
-епитет: Си-неит („Син Нетов“)
-краљевско име: Кхнем-иб-ре („Он који грли срце Раово“)
-знан и као Амасис Мотемхет
- Псамтик Анк-ка-ре, 526. – 525.

-рођен као Псамтик
-краљевско име: Анк-ка-ре („Ра даје души живот“)
-знан и као Псамметицхус III

## Касни период: 525. п. н. е. – 332. п. н. е.

### XXVII Династија: 525. – 359.
Први персијски период
- Цамбyсес Месут-и-ре, 525. – 522.

-рођен као Камбиз
-краљевско име: Месут-и-ре („Потомак Раа“)
-знан и као Камбиз II
-сахрањен у Тахт-е-Рустаму (Иран)
- Дариус Сетут-ре 521. – 486.

-рођен као Дарије
-краљевско име: Сетут-ре („Сличан Ра“)
-знан и као Дарије I
-сахрањен у Накш-е-Рустаму (Иран)
- Ксеркс I, 485. – 465.
- Артаксеркс I, 465. – 424.
- Дарије II, 423. – 405.
- Артаксеркс II, 405. – 359.
- Амиртај из Саиса, 404. - 399.

### XXIX Династија: 399. – 380.
- Неф-аа-руд Ба-ен-ре Мерy-нетјеру, 399. – 393.

-рођен као Неф-аа-руд („Велики који успијева“)
-краљевско име: Ба-ен-ре („Душа Раа“, „Драг боговима“)
-знан и као Непхеритес I
-сахрањен у (?) Мендесу
- Ха-кор Маат-иб-ре 393. – 380.

-рођен као Хакор
-краљевско име: Маат-иб-ре („Правда је срце Раово“)
-знан и као Ацхорис

### XXX Династија: 380. – 343.
- Накхт-неб-еф Кхепер-ка-ре, 380. – 362.

-рођен као Накхт-неб-еф („Јак је његов господар“)
-краљевско име: Кхепер-ка-ре („Видљива је душа Раа“)
-знан и као Нецтанебо I или Нектанеб I
- Ђед-хор Сетеп-ен-инхур Ир-маат-ен-ре, 362. – 360.

-рођен као Дјед-хор („Хор се чује“)
-епитет: Сетп-ен-инхур („Одабран од Онуриса“)
-краљевско име: Ир-маат-ен-ре („Износи жеље Раове“)
- Накхт-хор-еб Мерy-хатхор Снедјем-иб-ре Сетеп-ен-инхур, 360. – 343.

-рођен као Накхт-хор-еб („Јак је господар његов Хор“)
-епитет: Мерy-хатхор ("Драг Хатхор")
-краљевско име: Снедјем-иб-ре Сетеп-ен-инхур („Угодан срцу Раову“, „Одабран од Онуриса“)
-знан и као Нецтанебо II или Нектанеб II, по једној легенди заправо је он отац Александра Македонског, због чега је Александар прво кренуо у освајање Египта, па тек онда Персије

### XXXI Династија: 343. – 332.
Други Персијски период
- Артаксеркс III, 343. – 338.
- Арсес, 338. – 336.
- Дарије III, 336. – 332.

## Грчко-Римски период: 332. п. н. е. – 641.

### Македонски краљеви: 332. - 305.
- Александер Мерy-амун Сетеп-ен-ре, 332. -323.

-рођен као Александар
-краљевско име Мерy-амун Сетеп-ен-ре („Драг Амону“, „Одабран од Ра“)
-знан и као Александар III, Александар Велики (Македонски)
-отац: Филип II или, по легенди Нектанеб II
-мајка: Олимпијада
-жена: Роксана
-сахрањен у (?) Александрији
- Филип Архидеус Мерy-амун Сетеп-ен-ре, 323. – 317.

-рођен као Филип Аррхидаеус
-краљевско име: Мерy-амун Сетеп-ен-ре („Драг Амону“, „Одабран од Ра“)
-отац: Филип II
- Александер Хаа-иб-ре Сетеп-ен-амун, 317. – 305.

-рођен као Александар
-краљевско име: Хаа-иб-ре Сетеп-ен-амун („Слављено је срце Раово“, „Одабран од Амона“)
-знан и као Александар IV
-отац: Александар Велики (Македонски)
-мајка: Роксана

### Птолемејска династија: 305. – 30. п. н. е.
- Птолемеј Мерy-амун Сетеп-ен-ре, 305. – 282.

-рођен као Птолемеј
-краљевско име: Мерy-амун Сетеп-ен-ре („Драг Амону“, „Одабран од Ра“)
-знан и као Сотер I, Птолемеј I и Птолемеј I Сотер
- Птолемеј Усер-ка-ен-ре Мерy-амун 285. – 246.

-рођен као Птолемеј
-краљевско име: Усер-ка-ен-ре Мерy-амун („Моћна је душа Раова“, „Драг Амону“)
-знан и као Пхиладелпхус и Птолемеј II
- Птолемеј Ива-ен-нетјерви-сенви Секхем-анк-ре Сетеп-амун, 246. – 222.

-рођен као Птолемеј
-краљевско име: Ива-ен-нетјерви-сенви Секхем-анк-ре Сетеп-амун („Баштиник два бога“, „Одабран од Амона“)
-знан и као Еуергетес I и Птолемеј III
- Птолемеј Ива-ен-нетјерyви-менкхви Сетеп-птах Усер-ка-ре Секхем-анк-амун, 222. – 205.

-рођен као Птолемеј
-краљевско име: Ива-ен-нетјерyви-менкхви Сетеп-птах Усер-ка-ре Секхем-анк-амун („Баштиник два благодатна бога“, „Одабран од Птаха“, „Моћна је душа Раова“ и „Жива слика Амонова“)
-знан и као Пхилопатер и Птолемеј IV
- Птолемеј Ива-ен-нетјерви-мервииту Сетеп-птах Усер-ка-ре Секхем-анк-амун, 205. – 180.

-рођен као Птолемеј
-краљевско име: Ива-ен-нетјерви-мервииту Сетеп-птах Усер-ка-ре Секхем-анк-амун („Баштиник два бога која љубе оца“, „Одабран од Птаха“, „Моћна је душа Раова“ и „Жива слика Амонова“)
-знан и као Епипханес и Птолемеј V
- Птолемеј Ива-ен-нетјерви-пер Сетеп-ен-птах-кхепри Ир-маат-ен-амун-ре, 180. – 164.

-рођен као Птолемеј
-краљевско име: Ива-ен-нетјерви-пер Сетеп-ен-птах-кхепри Ир-маат-ен-амун-ре („Баштиник двије божје куће“, „Одабран од Птаха“ и „Истина је бит Амон-Раа“)
-знан и као Пхилометор и Птолемеј VI
-жена: Клеопатра II
-владао такође 163. – 145.
- Птолемеј VIII, 170. – 163.

-рођен као Птолемеј
-знан и као Еуергетес II
-владао такође 145 - 116 Б. Ц.
- Птолемеј VII, 145.

-рођен као Птолемеј
-знан и као Неос Пхилопатор
- Птолемеј IX, 116. -110.

-знан и као Сотер II
-жене:: Клеопатра IV и Клеопатра Селена I
-владао такође 109. – 107. и опет 88. – 80.
- Птолемеј X, 110. – 109.

-знан и као Алеxандар И
-жене: Клеопатра Селена I и Береника III
-владао такође 107. – 88.
- Птолемеј XI, 80.

-жена: Береника III
-знан и као Алеxандер II
- Птолемеј Ива-ен-па-нетјер-нехем Сетеп-птах Ир-маат, 80. – 58.

-рођен као Птолемеј
-краљевско име: Ива-ен-па-нетјер-нехем Сетеп-птах Ир-маат („Баштиник бога који чува“, „Одабран од Птаха“ и „У лику истине“)
-знан и као Неос Дионyсос и Птолемеј XII
- Краљица Береника IV, 58. – 55.
- Птолемеј XII, (опет) 55. – 51.

-синови: Птолемеј XIII и Птолемеј XIV
-кћери: Клеопатра VII и Арсиноја IV
- Краљица Клеопатра Нетјер-ет Мер-ит-ес, 51. -30.

-рођена као Клеопатра
-епитет: Нетјер-ет Мер-ит-ес („Божица“ и „Драг јој отац“), грчки: Филопатор („Која воли оца“)
-знана и као Клеопатра и Клеопатра VII
-отац: Птолемеј XII
-мајка: Клеопатра V Трифена
-браћа: Птолемеј XIII и Птолемеј XIV
-сестра: Арсиное IV
-први муж: Гај Јулије Цезар
-други муж: Марко Антоније
-синови: Птолемеј XV Цезарион или Цезарион, Александар Хелије, Птолемеј Филаделф
кћер:Клеопатра Селена II
извршила самоубиство у Александрији да не би била одведена у Рим као Октавијанова робиња
-сахрањена у Алеxандрији
- Птолемеј Ива-панетјер-ентyнехем Сетеп-ен-птах Ир-маат-ен-ре Секхем-анк-амун, 36. – 30.

-рођен као Птолемеј
-краљевско име: Ива-панетјер-ентyнехем Сетеп-ен-птах Ир-маат-ен-ре Секхем-анк-амун („Баштиник бога који чува“, „Одабран од Птаха“, „Заступник владавине Раа“ и „Жива слика Амонова“)
-знан и као Цезарион или Цезарион и Птолемеј XV
-отац: Гај Јулије Цезар
-мајка: Клеопатра VII
- Египат постаје римска провинција 30. п. н. е. Смрћу Клеопатре, па онда и њеног и Цезаровог сина, држава остаје без владарске лозе, те након што га је Август свог освојио, Египат постаје део Римског царства, као римска провинција којом управља римски намесник, а у име нових владара - Римских царева.
- Египат постаје дио арапског царства 640. г. н. е.
- Велика Британија заузима Египат 1882, под чијом управом Египат остаје до 1956. године
- Слободна Република Египат од 1956.